# Stuart Anna statútuma

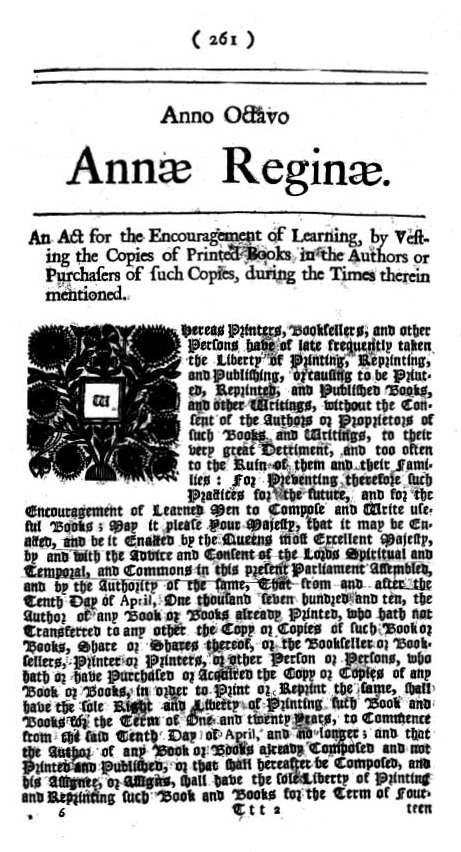
A statútum szövegének eleje

Stuart Anna statútuma vagy röviden Anna statútuma („Statute of Anne”, hivatalos nevén Copyright Act 1709) az első angol szerzői jogi törvény, amelyet 1709-ben hoztak, és 1710. április 10-én lépett életbe. Nevét Anna brit királynőről kapta, akinek az uralkodása alatt született.
Anna statútuma az első modern szerzői jogi törvény.

## Fordítás
- Ez a szócikk részben vagy egészben  a   Statute of Anne című angol Wikipédia-szócikk ezen változatának fordításán alapul.  Az eredeti cikk szerkesztőit annak laptörténete sorolja fel. Ez a jelzés csupán a megfogalmazás eredetét és a szerzői jogokat jelzi, nem szolgál a cikkben szereplő információk forrásmegjelöléseként.